# یواس‌اس مگنولیا (۱۸۵۴)
یواس‌اس مگنولیا (۱۸۵۴) (به انگلیسی: USS Magnolia (1854)) یک کشتی بود که طول آن not known بود. این کشتی در سال ۱۸۵۷ ساخته شد.